# Teoria de la representació

La teoria de la representació estudia com les estructures algebraiques "actuen" sobre els objectes. Un exemple senzill és com les simetries de polígons regulars, que consisteixen en reflexions i rotacions, transformen el polígon.

La teoria de la representació és una branca de les matemàtiques que estudia les estructures algebraiques abstractes representant els seus elements com a transformacions lineals d'espais vectorials i estudia mòduls sobre aquestes estructures algebraiques abstractes. En essència, una representació fa més concret un objecte algebraic abstracte descrivint els seus elements per matrius i les seves operacions algebraiques (per exemple, suma de matrius, multiplicació de matriu). La teoria de les matrius i dels operadors lineals es comprenen millor i, de vegades, simplifiquen els càlculs de teories més abstractes. 
Els objectes algebraics susceptibles d'aquesta descripció inclouen grups, àlgebres associatius i àlgebres de Lie. La més destacada (i històricament la primera) és la teoria de la representació de grups, en què els elements d’un grup es representen mitjançant matrius invertibles de manera que l’operació de grup sigui la multiplicació de matrius.
La teoria de la representació és un mètode útil perquè redueix els problemes de l'àlgebra abstracta a problemes en l'àlgebra lineal, un tema ben entès. A més, l'espai vectorial sobre el qual es representa un grup (per exemple) pot ser infinit-dimensional i, permetent que sigui, per exemple, un espai de Hilbert, es poden aplicar mètodes d'anàlisi a la teoria de grups. La teoria de la representació també és important en física perquè, per exemple, descriu com el grup de simetria d’un sistema físic afecta les solucions d’equacions que descriuen aquest sistema.
La teoria de la representació és generalitzada en els camps de les matemàtiques per dos motius. En primer lloc, les aplicacions de la teoria de la representació són diverses: a més del seu impacte en l'àlgebra, la teoria de la representació:
- il·lumina i generalitza l'anàlisi de Fourier mitjançant l'anàlisi harmònica,[11]
- està connectat a la geometria mitjançant la teoria invariant i el programa Erlangen,[12]
- té un impacte en la teoria de nombres a través de formes automòrfiques i el programa Langlands.[13]

En segon lloc, hi ha diversos enfocaments de la teoria de la representació. Els mateixos objectes es poden estudiar mitjançant mètodes de geometria algebraica, teoria de mòduls, teoria de nombres analítics, geometria diferencial, teoria d'operadors, combinatòria algebraica i topologia.
L’èxit de la teoria de la representació ha provocat nombroses generalitzacions. Una de les més generals és la teoria de categories. Els objectes algebraics als quals s'aplica la teoria de la representació es poden veure com a tipus particulars de categories, i les representacions com a functors des de la categoria d'objectes fins a la categoria d'espais vectorials. Aquesta descripció apunta a dues generalitzacions òbvies: primer, els objectes algebraics es poden substituir per categories més generals; en segon lloc, la categoria objectiu dels espais vectorials es pot substituir per altres categories ben enteses.

## Definicions i conceptes
Sigui V un espai vectorial en el cos F. Per exemple, suposant que V és Rn o Cn, l'espai n-dimensional estàndard de vectors columna en els nombres reals o complexos, respectivament. En aquest cas, la idea de la teoria de la representació és fer concreta l'àlgebra abstracta usant n &veces; n matrius de nombres reals o complexos.
Existeixen tres tipus d'objectes algebraics sobre els quals es pot realitzar això: grup, àlgebres associatives i àlgebres de Lie.
- El conjunt de totes les n matrius invertibles n {\displaystyle \times } n és un grup respecte la multiplicació de matrius, i la teoria de representació de grups analitza un grup mitjançant la descripció ("representació") dels seus elements en funció de les seves matrius invertibles.
- La suma i la multiplicació de matrius formen un grup de totes les n matrius n vegades en una àlgebra associativa i, per tant, existeix una teoria de representació d'àlgebres associatives corresponent.

- Si se substitueix la multiplicació de matrius MN pel Commutador de matrius MN − NM, llavors les n &veces; n matrius es converteixen en una àlgebra de Lie, que dona lloc a una representació d'àlgebres de Lie.

Això és generalitzable a tot camp F i a tot espai vectorial V en F, amb mapes lineals substituint les matrius i la composició de funcions substituint la multiplicació de matrius: existeix un grup GL(V,F) de automorfismes de V, una àlgebra associativa EndF(V) de tots els endomorfismes de V, i una àlgebra de Lie corresponent gl(V,F).